# Здание бывшей городской управы (Сарапул)
Здание бывшей городской управы — трёхэтажное кирпичное здание, расположенное в центре города Сарапула Удмуртской Республики на пересечении улицы Труда и Красной площади. Памятник архитектуры регионального значения.

## История
Здание Сарапульской городской управы возведено в 1870—1874 годах поверх перестроенных торговых рядов. Автором проекта здания выступил вятский губернский инженер Михаил Станиславович Купинский, которому предположительно соавторствовал первый архитектор городской управы Густав Людвигович Грос. Первый этаж был отдан под купеческие лавки и ломбард, на втором разместились городская управа, сиротский суд, городской общественный банк и мещанская управа, а третий этаж до 1907 года занимала женская гимназия с квартирой начальницы.
Именно в здании городской управы в 1917 году проходили первые заседания Совета рабочих, крестьянских и солдатских депутатов, а в 1923 году — первый окружной съезд Советов.
В годы Великой Отечественной войны в здании размещалось эвакуированное Смоленское пехотное училище. В настоящее время в нём располагается 1-й корпус Сарапульского политехнического института — филиала ИжГТУ имени М. Т. Калашникова.

## Архитектура
Трёхэтажное, Г-образное в плане здание бывшей городской управы Сарапула является одним из наиболее величественных и монументальных в центральной части города. Доминируя над окружающей застройкой, оно играет важную градостроительную роль.
Фасады здания, отличаясь по структуре, композиционно равнозначны и симметричны, а их выразительность достигается различной группировкой оконных проёмов, индивидуальной для каждого фасада и этажа. Уличные фасады фланкированы в две оси ризалитами.
Горизонтальное членение фасадов обозначено широким поясом на уровне второго этажа и венчающим карнизом. Арочные оконные проёмы второго этажа обрамлены в барочные по силуэту мощные наличники лекальными сандриками. Завершено здание ленточным раскрепованным аттиком, имитирующим балюстраду со щипцовыми подвышениями, с арочными глухими нишами по центральной оси фланкирующих ризалитов. Центр аттика восточного фасада отмечен круглым окном.

## Охрана
На основании Постановления Совета Министров Удмуртской АССР от 5 декабря 1979 года № 362 «О постановке на государственную охрану памятников истории и культуры Удмуртской АССР» здание бывшей городской управы в Сарапуле было признано памятником архитектуры регионального значения и взято под государственную охрану.